# Kurów (województwo dolnośląskie)
Kurów (od 1375 r, Kowrow v. Cawerow), (do 1945 r. niem. Kauern) – wieś w Polsce położona w województwie dolnośląskim, w powiecie strzelińskim, w gminie Wiązów.

## Podział administracyjny
W latach 1945–1954 siedziba gminy Kurów w powiecie oławskim. W latach 1975–1998 miejscowość administracyjnie należała do województwa wrocławskiego.

## Najstarsze informacje o Kurowie
Początki Kurowa sięgają XIII wieku. Świadczą o tym dwa dokumenty z roku 1294. Jeden potwierdzający transakcję sprzedaży ziemi, dokonanej przez Ulryka Szenke - właściciela Kurowa, bratu Piotrowi, na terenie dzisiejszej wsi Niemil. Drugi dokument wystawiony na okoliczność uposażenia kościoła i sołtysa we wsi Chwalibożyce, gdzie jednym ze świadków był Herbusius - sołtys Kurowa. Nazwa Kurowa jest tam zapisany, jako Cawerow. Kurów był zorganizowany na prawie niemieckim, co wnioskujemy z faktu istnienia tam urzędy sołtysa. Wieś zamieszkiwała ludność polska, za czym przemawia funkcjonująca w 1375 roku, polska jej nazwa - Kowrow. Właściciele wsi - bracia Szenke byli zapewne potomkami niemieckiego rycerza zatrudnionego na dworze księcia śląskiego Konrada I, którzy ulegli polonizacji. 
Nazwa wsi "Kurów" znaczy tyle, co "wieś Kura". Ulryk Szenke musiał więc być nazywany przez polskich sąsiadów Kurem. Bracia Szenke byli równolegle określani Niemcami, co znalazło odbicie w nazwie nieodległej wsi Niemil, będącej również w ich posiadaniu. W roku 1905, podczas prac ziemnych, odkryto fundamenty średniowiecznego dworu warownego należącego do braci nad brzegami rzeki Oławy.